# Polícia Feminina (PMPR)
A Companhia de Polícia Feminina (Cia P Fem) foi uma Organização Policial Militar (OPM) da Polícia Militar do Paraná (PMPR), subordinada ao extinto Comando de Policiamento da Capital (CPC). A unidade foi constituída em 1977, motivada pela adoção do Dia Internacional da Mulher pelas Nações Unidas. Em 1992 a Cia P Fem foi dissolvida e seu efetivo distribuído nas demais OPMs da corporação; deixando de existir distinção entre atividades femininas e masculinas na PMPR.

## Histórico
A Polícia Feminina foi criada pelo Decreto n° 3.238, de 19 de abril de 1977. O primeiro curso iniciou-se com quarenta e duas voluntárias; sendo as entrevistas e a seleção das candidatas acompanhadas pela Coronel Janete Ribeiro Fiuza, a Capitão Denize Della Nina, e as Sargentos Neide de Alvarenga e Vera Lúcia Claudina, da Polícia Feminina da Polícia Militar do Estado de São Paulo (PMESP). Para a inscrição no curso se exigiu que as candidatas fossem solteiras, viúvas ou desquitadas, sem encargos de família e com idade entre dezoito e trinta anos.
Esse pelotão recebeu a denominação de Anita Garibaldi e o curso encerrou-se com vinte e sete policiais formadas. Todas elas foram promovidas a 3° Sargento em 16 de junho de 1978; exceto as quatro primeiras colocadas: Rita, Ezilda, Iracema e Juliana, as quais foram promovidas a 2º Sargento.
Pelotão Anita Garibaldi
| - Mirian Biancolini Nóbrega (coronel) - Rita Aparecida de Oliveira (tenente-coronel) - Elisabet Margarida Mäenich de Jesus Rocha (tenente-coronel) - Ezilda Valentim de Souza (tenente-coronel) - Iracema Maschio Figueiredo (major) - Zilá Valentim de Souza (major) - Nelzi Schuastpa (capitão) - Juliana y Molina Sellucio (2° tenente) - Elizabeth Rebolo (subtenente) - Luzia Amélia do Espírito Santo (subtenente) - Maria Luzinete do Nascimento Kikuchi (subtenente) - Nueli Primão (subtenente) - Ruth Rodrigues da Silva (subtenente) - Vilma Baradel Vendrametto (subtenente) | - Auzeni Terezinha Lepek (1° sargento) - Dircinha Maria Vieira Garcia (1° sargento) - Maria da Luz Nadolny (1° sargento) - Alda do Rocio Weigert (2° sargento) - Marli Rodrigues de Souza (3° sargento) - Anemary Goebel (3° sargento) - Belmair Maximiano de Lima (3° sargento) - Dinamir Pruença Monteiro de Moraes (3° sargento) - Diumira Inês Stival (3° sargento) - Helena Zajaczkowski (3° sargento) - Ivone Maria Pimentel (3° sargento) - Leyla Labhardt (3° sargento) - Lorinês di Domênico (3° sargento) |

Em 19 de junho de 1978 o pelotão seguiu para o Estado de São Paulo, onde realizou estágio prático na Polícia Feminina da PMESP.
Em 1979 iniciou-se o primeiro Curso de Formação de Oficiais (vetado às que já havia se casado) na Academia Policial Militar do Guatupê (APMG); concluindo-o, ao final de 1981, cinco policiais.
- Rita Aparecida de Oliveira;
- Iracema Maschio Figueiredo;
- Mirian Biancolini Nóbrega;
- Zilá Valentim de Souza;
- Nelzi Schuastpa.

Em 1979 foram também inscritas quarenta e três candidatas no Curso de Formação de Soldados (CFSd), no antigo Centro de Formação e Aperfeiçoamento de Praças (CFAP), sob a coordenação do então Tenente Josué e da Sargenteante Belmair. E com a formandas desse curso, em 1980, foi realizado o primeiro Curso de Formação de Cabos (CFC). Em 1981 e 1982 foram formadas duas novas turmas de soldados.

### Estrutura da Cia P Fem
A Companhia de Polícia Feminina foi oficialmente constituída em 21 de junho de 1984.
- 1° Pelotão de Polícia Feminina

Sede: Companhia de Polícia Feminina, Curitiba.
- 2° Pelotão de Polícia Feminina

Sede: 5º Batalhão de Polícia Militar (BPM), Londrina, em 12 de julho de 1982.
Sob o comando da Aspirante a Oficial Iracema Maschio, e das Sargentos Ruth Rodrigues da Silva e Belmair Maximiliano de Lima.
- 3° Pelotão de Polícia Feminina

Sede: 4º Batalhão de Polícia Militar, Maringá, em 15 de outubro de 1983.
Sob o comando da Aspirante a Oficial Rita Aparecida de Oliveira, e das Sargentos Diumira Inês Stival e Anemari Goebel.
- 4° Pelotão de Polícia Feminina

Sede: 1° Batalhão de Polícia Militar, Ponta Grossa, em novembro de 1983.
Sob o comando da Aspirante a Oficial Mirian Biancolini, e das Sargentos Vilma Baradel e Alda do Rocio Weigert.
- 5° Pelotão de Polícia Feminina

Sede: 6° Batalhão de Polícia Militar, Cascavel, em 20 de maio de 1984.
Sob o comando da Aspirante a Oficial Zilá Valentim de Souza, e das Soldados Marisa Cristina de Andrade e Marisa de Lourdes Cheleski.
- 6° Pelotão de Polícia Feminina

Sede: 14° Batalhão de Polícia Militar, Foz do Iguaçu, em 19 de julho de 1988.
Sob o comando da Aspirante a Oficial Luzia Luciane Cogo.
Em novembro de 1991, pela primeira vez uma policial feminina assumiu o comando da Cia P Fem: a Capitão Rita Aparecida de Oliveira, policial militar formada em Engenharia Química, pela Universidade Federal do Paraná, e em Direito, pela Faculdade de Direito de Curitiba.
Nessa época a companhia já possuía um efetivo correspondente ao de um batalhão, e as policias femininas lutavam pela reclassificação da unidade. Entretanto, em 1992 a Cia P Fem foi dissolvida e o efetivo distribuído nas demais Organizações Policiais Militares (batalhões, diretorias, companhias, etc.).
Pela Lei n° 12.975, de 17 de novembro de 2000, foi extinto o Quadro Especial de Policial Feminina (QPM 3-12), deixando de existir distinção entre atividades femininas e masculina, ficando definido que até 06% das vagas seriam para o sexo feminino. Atualmente na PMPR não há vagas especiais para policiais femininas. Toda candidata disputa em condições de igualdade com o efetivo masculino. A única restrição é que o componente feminino não ultrapasse em 50% do efetivo geral.

## Missão da Cia P Fem
Originalmente a Lei de Organização Básica da PMPR previa para a PFem “A execução do policiamento feminino, atuando na Segurança Pública, principalmente à proteção de menores, mulheres e anciãos”.
| “ | O Pelotão de Polícia Feminina constituir-se-á no núcleo de uma Unidade Policial Militar Feminina, cujas atividades estarão voltadas ao policiamento ostensivo de costumes, de menores, de trânsito e nos casos de assistência supletiva à população, realizados, principalmente, nos terminais de transporte de massa, nos locais de diversões públicas e nas áreas de grande concentração de pessoas e veículos motorizados. | ” |

| “ | ...além das funções indicadas no parágrafo anterior, as policiais militares poderão ser empregadas com eficácia em missões especiais de operação de informações, como apoio às atividades normais de polícia militar. | ” |

A Polícia Feminina iniciou suas atividades realizando policiamento na Rodoferroviária de Curitiba, Agência Central dos Correios, Biblioteca Pública e Aeroporto Internacional Afonso Pena. E, eventualmente, nos museus, parques, exposições, e outros locais públicos; bem como, no carnaval de rua e nos estádios de futebol. Entretanto logo assumiu outras modalidades de policiamento da PMPR.

### Policiamento de Trânsito

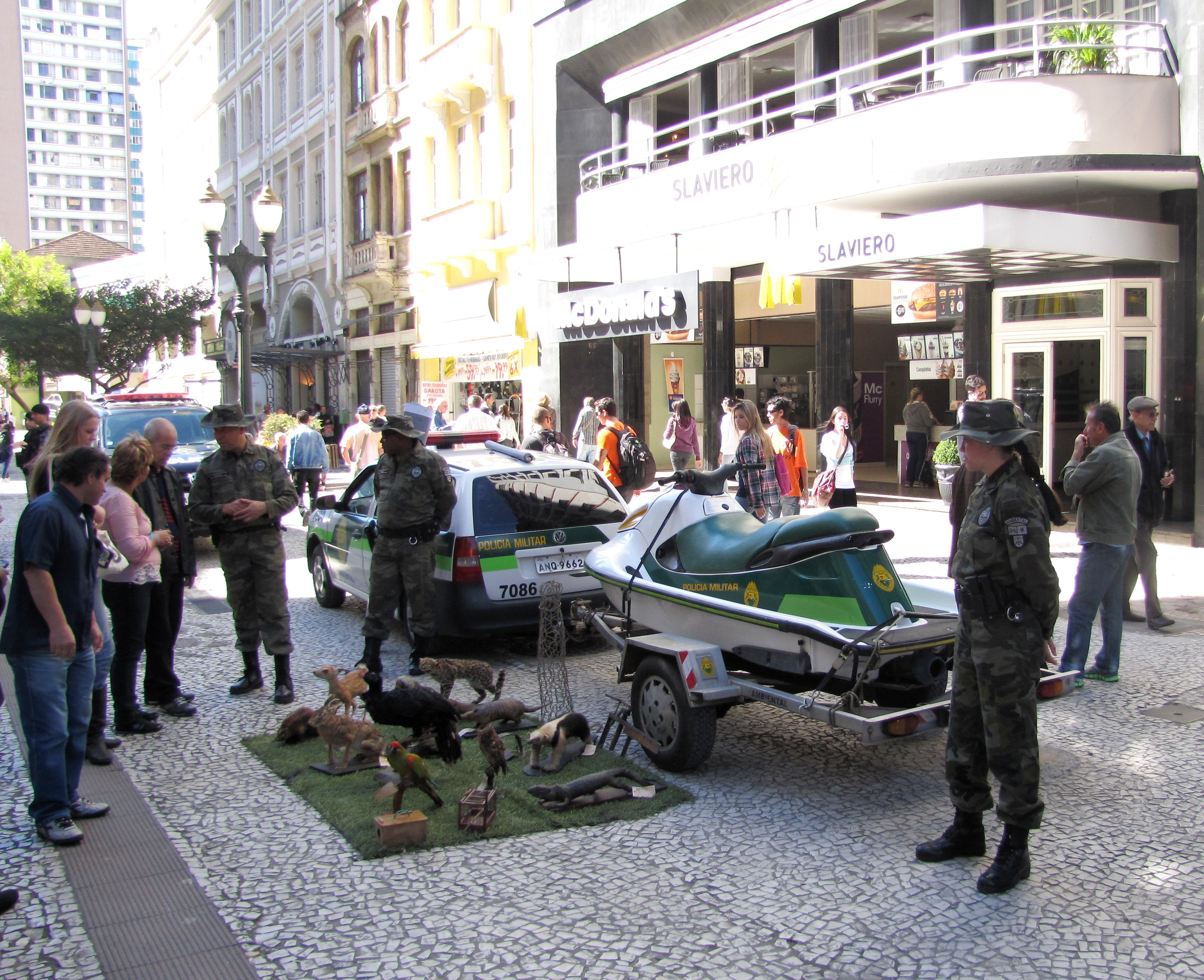
Apresentação de policiamento ambiental na Rua das Flores, Curitiba.

Em 10 de agosto de 1981, a Polícia Feminina passou a executar policiamento de trânsito. Para marcar o início das atividades foi realizada uma cerimônia na Praça Rui Barbosa, com a presença do Comandante-geral, o Coronel Dirceu Ribas Correa, e o comandante do Batalhão de Polícia de Trânsito (BPTran), Nelson Grechen. O policiamento iniciou com trinta e seis policiais femininas, cuja missão era policiar a área central de Curitiba.

### Penitenciária Feminina do Paraná
O policiamento feminino iniciou na Penitenciária Feminina do Paraná (PFP) em agosto de 1983. A iniciativa partiu da Diretora da Penitenciária, Samira David, ao Comandante-geral da PMPR. As primeiras policiais a prestar serviço na PFP foram a Sargento Diumira e as Soldados Regiani e Rosemary; as quais tinham por missão executar revistas pessoais nas detentas e visitantes, bem como escoltas fora da prisão.

### Policiamento Montado

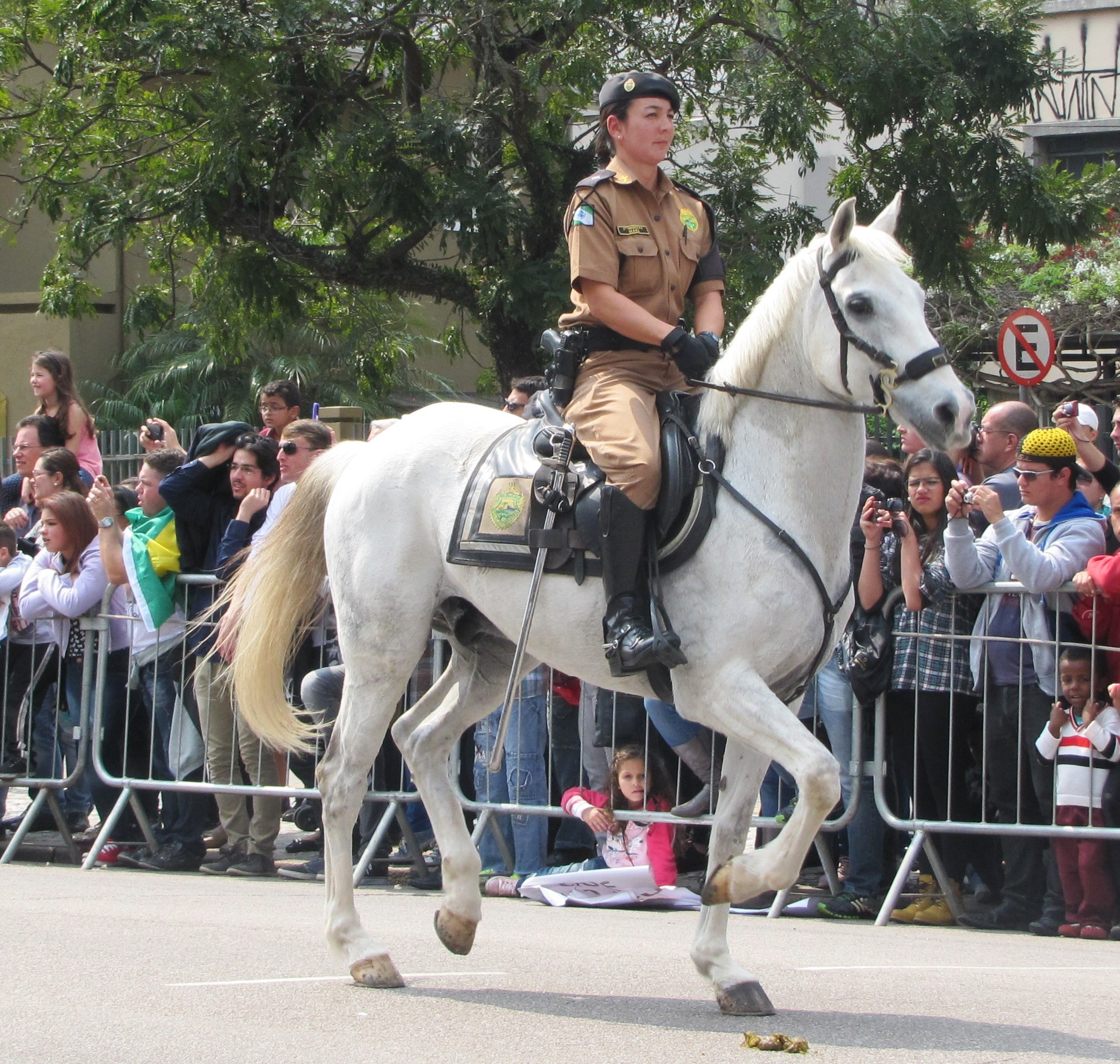
Comandante do Pelotão Feminino Montado do RPMon, 2015.

Até 2006 o Regimento de Polícia Montada era uma unidade que mesclava policiamento montado e motorizado. Na década de 1990 foram transferidas algumas policiais femininas para policiamento motorizado. E em 1993 a Soldado Edna Aparecida de Araújo pediu permissão para frequentar as aulas de equitação da unidade.
A Soldado Edna havia nascido no interior do Estado, Assis Chateaubriand, possuía especial carinho pelos animais, e já possuía noções básicas de hipismo. Autorizada pelo comando, ela então passou a receber instrução e a montar os animais Pinga-fogo, Curandeiro e Marrenga; até que finalmente recebeu o cavalo Palotino e passou a participar dos desfiles e solenidades da Polícia Montada.

### Patrulha Escolar
A criação desse serviço se deveu aos desagradáveis desfechos de ocorrências policiais nos colégios de Curitiba, onde se observou que o policiamento básico era inadequado a esse tipo de situação. O policiamento escolar surgiu em 1994 com a denominação de Patrulha Escolar, composto exclusivamente por policiais femininas. Com o passar do tempo ele foi ampliado, inseriu-se no conceito de polícia comunitária, e constitui-se hoje no Batalhão de Patrulha Escolar Comunitária.

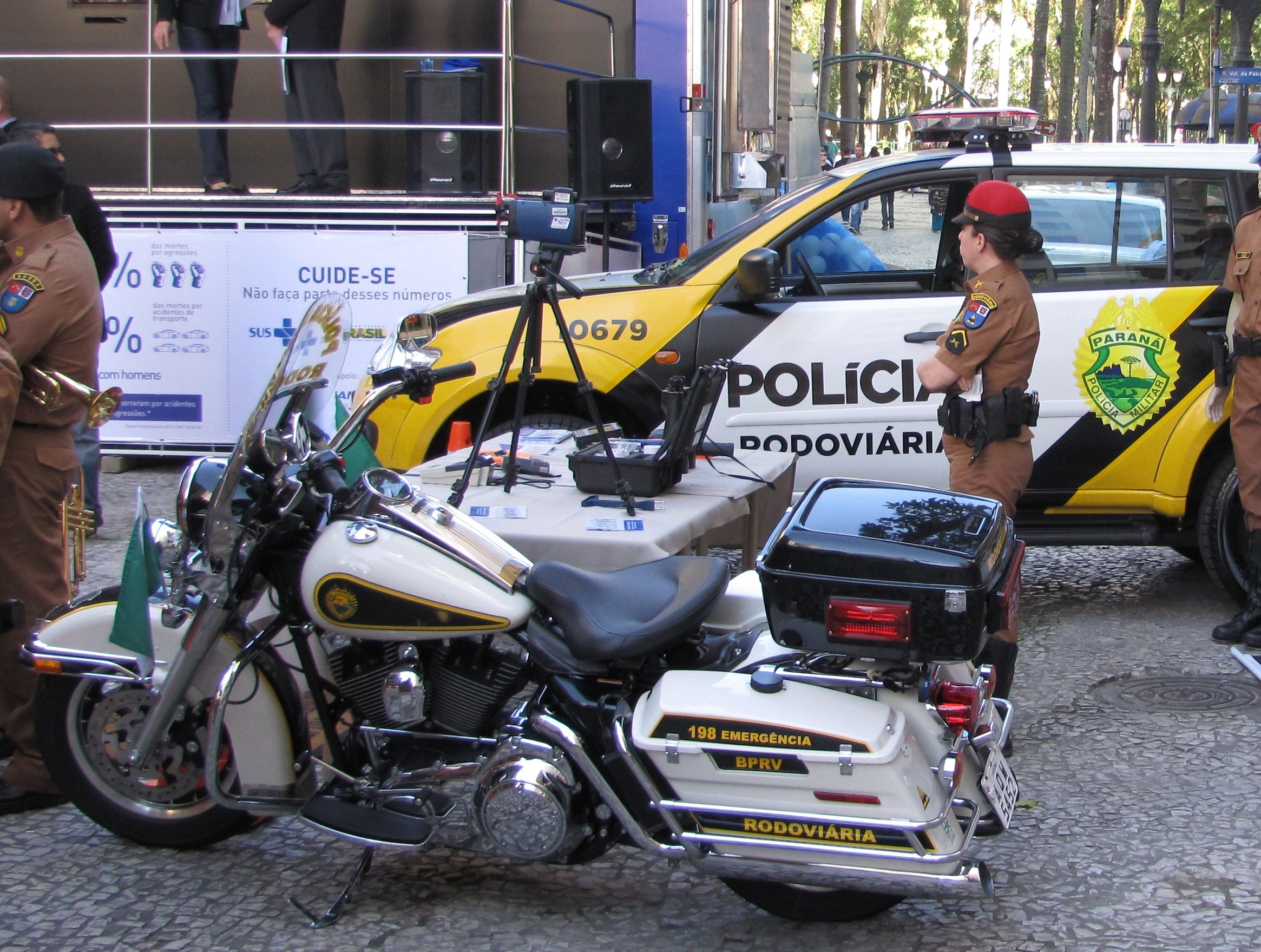
Apresentação de policiamento rodoviário na Rua das Flores, Curitiba.

### Policiamento Rodoviário
A primeira policial feminina a ingressar na Polícia Rodoviária foi a Cabo Elza, em 1995.

### Operações Especiais
A primeira policial feminina, e única (até 2020), a concluir o Curso de Operações Especiais da PMPR foi a Soldado Silvana Gabardo, em 1995.
Em 2018, a Soldado Leilane Soares da Silva foi a primeira mulher a fazer parte do Esquadrão Antibombas, pertencente ao Batalhão de Operações Especiais. 
Em 2019, a Soldado Angélica Aparecida Chuede é a primeira mulher a fazer parte da Companhia de Operações com Cães (COC) do Batalhão de Operações Especiais. A soldado Chuede cursou Medicina Veterinária e chegou a trabalhar na área. Mas, em 2015, ela passou no concurso da PMPR e largou a profissão. A seguir, realizou o Curso de Formação de Soldados e foi trabalhar no 27º BPM, em União da Vitória. Em 2019, após realizar o processo seletivo de trinta e cinco dias de estágio nas subunidades do BOPE e sessenta dias na COC/BOPE, ela passou a atuar exclusivamente no setor de cinotecnia. 

### Aeroporto Internacional Afonso Pena
O policiamento feminino no Aeroporto Internacional Afonso Pena existiu desde o início da Cia P Fem. Entretanto, em fevereiro de 1997, foi realizado uma parceria entre a Infraero e o Governo do Paraná, que através da Polícia Militar abriu inscrição para a formação de uma escola de policiais femininas bilíngues. Esse policiamento passou a ser formado por uma tenente, cinco sargentos e trinta soldados. O efetivo teve formação em turismo e idioma inglês e espanhol.

### Funções de Comando
Unidade Operacional

Em agosto de 2006 a Tenente-coronel Rita Aparecida de Oliveira assumiu o comando do 12° Batalhão de Polícia Militar, unidade responsável por trinta e cinco bairros da cidade de Curitiba; tornando-se a primeira policial feminina do sul do Brasil a assumir uma unidade operacional.
Academia Policial Militar do Guatupê

Em fevereiro de 2014 a Tenente-coronel Karin Krasinski tornou-se a primeira oficial feminina a comandar a Academia Policial Militar do Guatupê.
 Comando-Geral da Polícia Militar do Paraná

Em 2014 a Coronel Audilene Rosa de Paula Dias Rocha assumiu o cargo de  Chefe de Segurança da Vice-Governadora Cida Borghetti; bem como, a de Assessora para Assuntos de Segurança Pública na Vice-Governadoria do Palácio do Governo do Estado. E em 11 de abril de 2018 ela assumiu o Comando-Geral de toda a Polícia Militar do Paraná.

## Estrutura logística da Cia P Fem

### Aquartelamentos

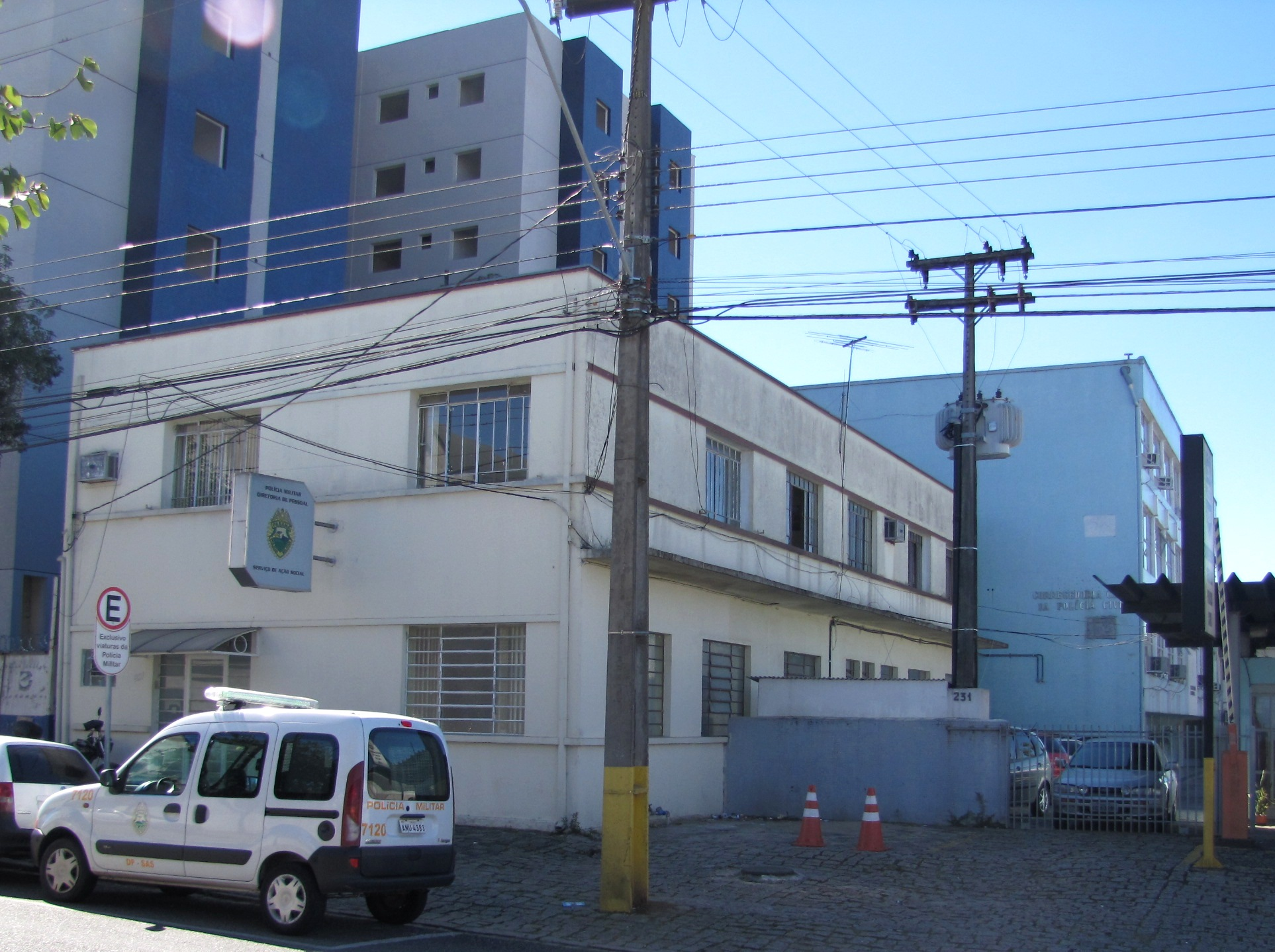
Antiga sede da Companhia de Polícia Feminina.

Com a formação do primeiro pelotão em 1978 (realizado na sede do CPM), a unidade recebeu como aquartelamento uma residência à Rua 24 de Maio, n° 1.434, nas proximidades da antiga sede do Colégio da Polícia Militar do Paraná (atualmente sede do Colégio Vila Militar ). Posteriormente, em 1989, a unidade foi transferida para um prédio na Rua Santo Antônio, n° 231, no Bairro Rebouças, onde atualmente funciona o Serviço de Ação Social (SAS) da Polícia Militar do Paraná.

### Primeiras viaturas
Os primeiros veículos recebidos pela Polícia Feminina foram um Ford Corcel, como viatura comando, e uma Kombi, para o transporte eventual do efetivo de serviço. E posteriormente passou a receber as mesmas viaturas das demais Organizações Policiais Militares (OPMs).

### Armamentos
Devido a natureza da missão da Cia P Fem, inicialmente as policiais femininas prestavam serviço desarmadas. Entretanto, após uma policial ser agredida fisicamente nas ruas de Curitiba, foi adquirido um lote de revólveres Taurus calibre .32. As policiais femininas consideraram esse calibre inadequado e a atitude discriminatória, negando-se a receber essa arma. A partir de então foi fornecido o mesmo armamento do efetivo masculino.
Nesse mesmo período, início da década de 1980, a policial Iracema Maschio foi vice-campeã brasileira de tiro com fuzil e campeã sul brasileira de tiro com carabina.

### Hierarquia
As policiais femininas, bem como as atuais bombeiras femininas, possuem a mesma classificação hierárquica usadas pelo efetivo masculino. Entretanto a designação dos postos e graduações permanece no gênero masculino. Dessa forma o correto é:
- Oficiais: a coronel, a tenente-coronel, a major, a capitão e a primeiro e segundo tenente.
- Praças especiais: a aspirante a oficial, a cadete.
- Praças: a subtenente, a primeiro, segundo e terceiro sargento, a cabo e a soldado.
- Alunas: a aluna-oficial, aluna-sargento, aluna-cabo, aluna-soldado, etc.

Observação: Exceto pela denominação de capitã, já existente, referir-se a “soldada”, “sargenta”, etc., é deselegante e soa depreciativo às militares.

### Forma de tratamento
Independente do estado civil, as militares, quando se tratar de superiora hierárquica ou mais antiga (por tempo de serviço), devem ser sempre tratadas pelo pronome (axiónimo (português europeu) ou axiônimo (português brasileiro)) Senhora.
Exemplo:
- Senhora Coronel Mirian...
- À Srª. Subtenente Luzinete...
- À Srª. Soldado Célia Regina...

Observação: Não deve ser nunca empregado o pronome de tratamento "senhorita" às militares estaduais femininas.

### Uniformes

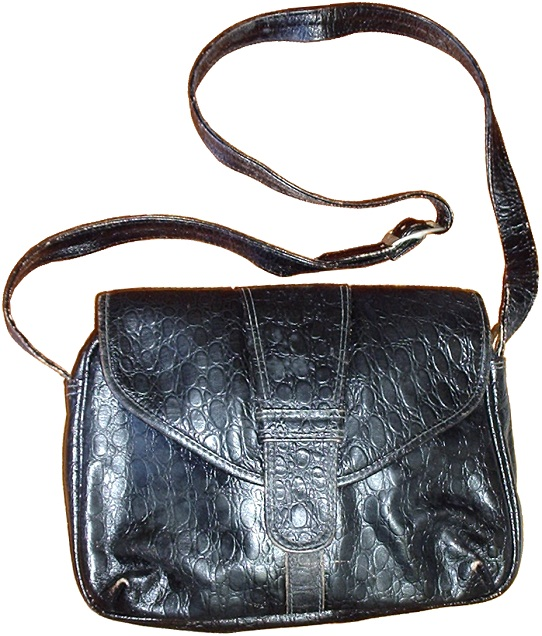
Bolsa regulamentar em 1984.

- Coberturas

As mesmas usadas pelo efetivo masculino. Acrescentando-se em lugar do quepe, o chapéu de feltro para os uniformes solenes (1°, 2° e 3°) e o casquete para os uniformes de passeio e serviço (4°A).
- Fardas

As mesmas usadas pelo efetivo masculino (acrescentando-se o uso da saia para alguns fardamentos), mas mantendo-se algumas características das vestimentas femininas (golas arredondadas, aberturas invertidas, etc.).
- Calçados

Exceto pela bota de cano longo, os calçados nunca agradaram o gosto feminino; sendo ao longo do tempo experimentados diversos modelos de sapatos e sandálias.
- Acessórios

O acessório tradicional dos uniformes femininos sempre foi a bolsa à tiracolo. Desde 1977 foram distribuídos três modelos regulamentares de bolsas, mas com a crise financeira do final da década de 1980 ela deixou de ser fornecida. O atual Regulamento de Uniformes (RUPM/2001) da PMPR estabelece um modelo de bolsa, embora essa peça deva ser adquirida às custas das interessadas. Brincos, pulseiras, anéis e colares são também permitidos, desde que observada a devida discrição.
- Abrigos e agasalhos

Capotes, capas de chuva, blusas, jaquetas, ponchos, etc.. Os mesmos usados pelo efetivo masculino.
|  |  |  |  |

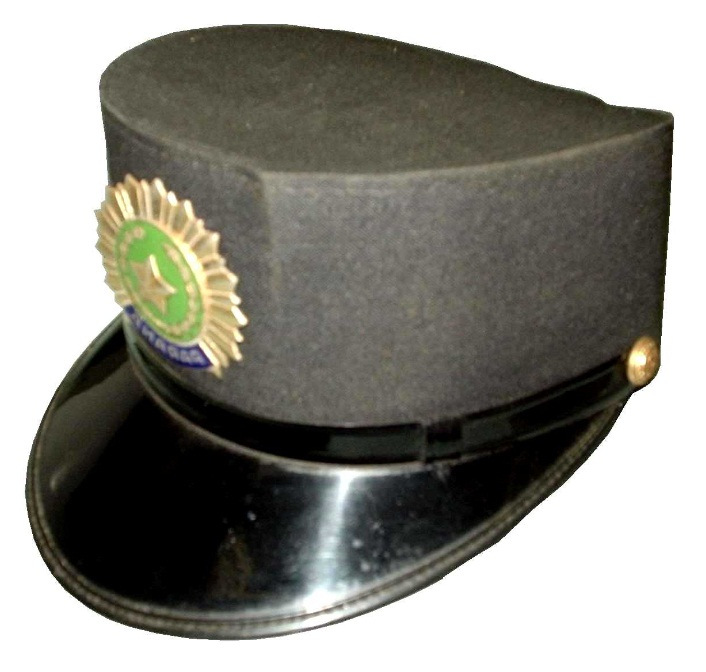
Casquete de cabos e soldados da Cia P Fem em 1977.

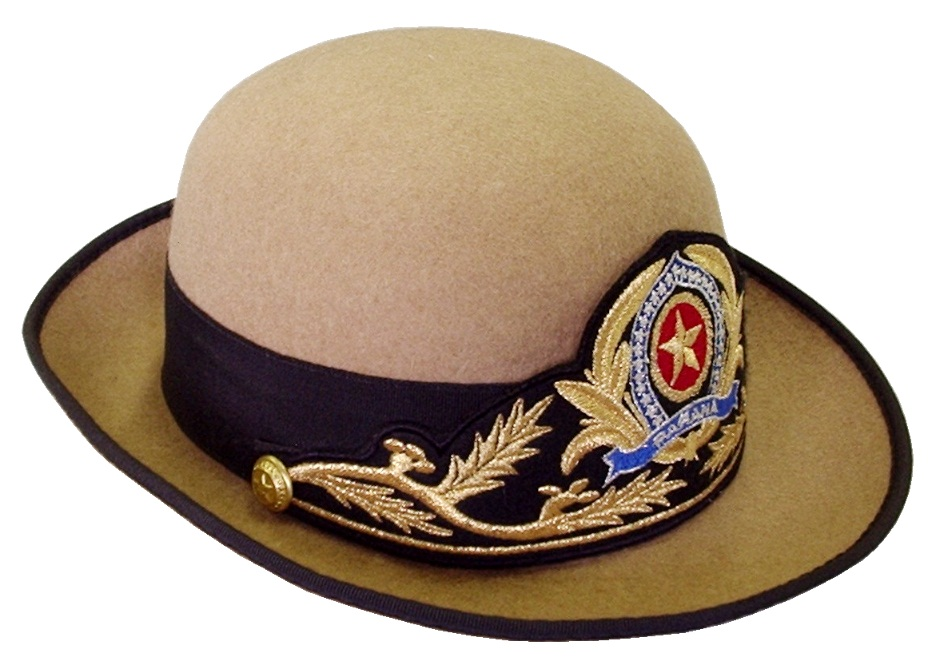
Chapéu de feltro de oficial superior a partir de 2001.

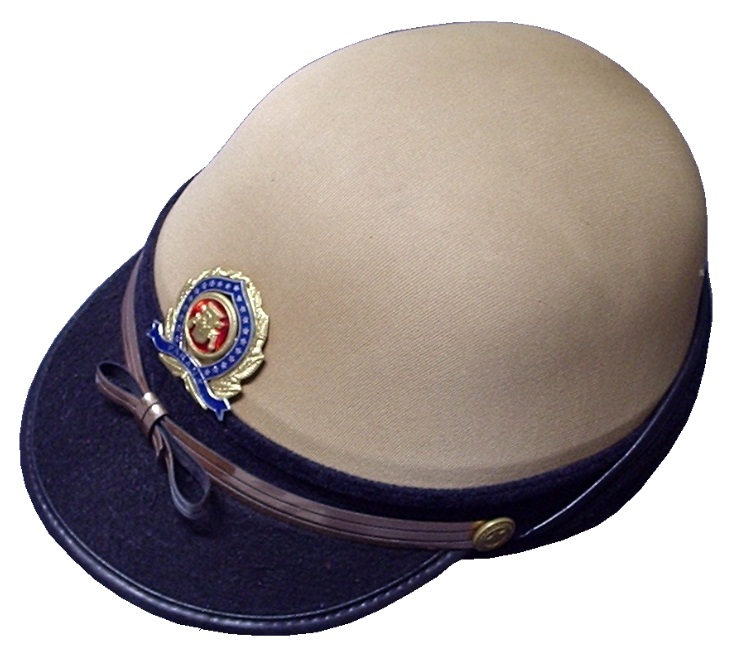
Casquete de praças a partir de 2001.

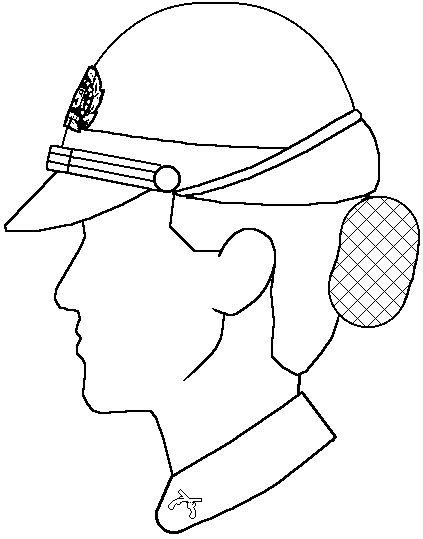
Forma regulamentar de manter os cabelos.

Observação: Embora tenha existido um projeto de estudo na década de 1980, na PMPR nunca foram adotados uniformes para gestantes. Durante a gravidez as militares são liberadas do uso do fardamento, passando a prestar expediente interno, à paisana.

## Símbolo da Polícia Feminina do Paraná

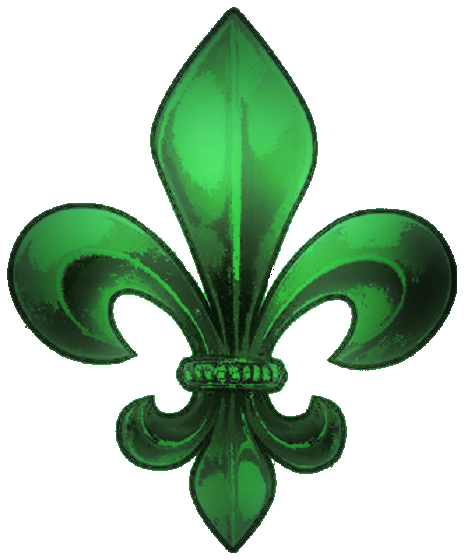
Flor-de-lis, símbolo da policial feminina do Paraná.

Para a Polícia Feminina do Paraná foi adotado como símbolo a flor-de-lis.
As origens da simbologia da flor-de-lis são controversas, pois sua significação original perdeu-se no tempo. 
Essa flor é na verdade um tipo de lírio. E na mitologia grega antiga o lírio era tido como a flor de Hera (deusa da lua), um símbolo da pureza. Com o cristianismo o lírio passou a ser associado à santidade da Virgem Maria, cuja origem se atribui às suas lágrimas vertidas ao pé da cruz de Cristo.
Identifica-se o lírio como o símbolo oferecido a Clóvis, Rei dos Francos (de AD 481-511), pela Virgem Maria, em seu batismo cristão. Essa representação teria sido apresentada pelos bispos franceses no Concílio de Trento (1545-1563 d.C.) para apoiar seus argumentos sobre a precedência de seu rei, François I.
O nome Clóvis (grafia antiga) possui o mesmo significado Lois, Loys e Louis em língua francesa. Dessa forma flor-de-lis tem sido apontada como uma corruptela de "flor de Luis”.

## Guarnição Rosa
Em comemoração ao Dia Internacional da Mulher, em 2016 foi criada no Corpo de Bombeiros a primeira "Guarnição Rosa". Nessa data, embora com efetivo incompleto, se tentou organizar escalas de serviço compostas exclusivamente com militares femininas; evento que também estendeu-se às policiais femininas da PMPR.